# Ultrabeat (groupe)
Pour les articles homonymes, voir Ultrabeat.
Ultrabeat est un groupe de musique électronique britannique, originaire de Liverpool, en Angleterre. Il est constitué des producteurs Mike Di Scala, Ian Redman et Chris Henry. Formé en 2002, Ultrabeat émerge pour la première fois grâce au single intitulé Pretty Green Eyes, qui a atteint la deuxième place au UK Singles Chart en août 2003. Après de nombreux singles - dont les titres à succès Feelin' Fine, Better than Life et Elysium (I Go Crazy) ― le groupe commercialise son premier album intitulé Ultrabeat: The Album en 2007, qui atteint la huitième place du UK Albums Chart.
En 2008, Ultrabeat compose Discolights, en collaboration avec Darren Styles, single ayant atteint la 23e place du UK Singles Chart. Le second album du groupe, The Weekend has Landed, commercialisé en 2009, atteint la vingt-neuvième place du UK Albums Chart.

## Biographie
Avant la formation de Ultrabeat, Mike Di Scala, Chris Henry et Ian Redman se connaissaient tous en tant que disc-jockeys originaires de Liverpool. Tous les trois possédant un intérêt commun pour la musique happy hardcore durant les années 1990, le groupe décide de composer depuis le studio d'enregistrement de Di Scala. À l'origine, leurs productions étaient constituées de versions bootlegs d'anciennes compositions happy hardcore dans le but d'améliorer leur mix DJ. En 2002, Ultrabeat compose ses premiers remixes et leur premier EP s'intitule Sonic Burnin/Boomcore composé au label BCD Records en janvier 2003. Avant ça, Mike Di Scala avait déjà goûté au succès avec son groupe Rezonance Q, grâce au single Someday, une reprise de la musique de Mariah Carey du même nom ayant atteint la vingt-neuvième place au UK Singles Chart en 2003. Ultrabeat est plus tard signé au label All Around the World.
Pretty Green Eyes atteint la deuxième place au UK Singles Chart en août 2003, après Breathe de Blu Cantrell et Sean Paul. Il est joué sur des ondes comme BBC Radio 1, et joué en direct sur Top of the Pops. Le single suivant s'intitule Feelin' Fine qui a atteint la douzième place au UK Singles Chart en décembre 2003. Le single suivant Better than Life, qui a atteint la trente-troisième place au UK Singles Chart. Le déclin de leur popularité se fait sentir lorsque le groupe commercialise Feel It with Me, dix mois après Better than Life. Il atteint la cinquième place du UK Singles Chart en 2005. Un album (originellement intitulé Better than Life: The Album) devait sortir à cette même période ; il n'est jamais sorti ce qui a déçu un grand nombre des fans du groupe. 
En avril 2006, Elysium (I Go Crazy) est commercialisé et atteint la trente-huitième place du UK Singles Chart et ramène Ultrabeat au top 40 après 17 mois. La chanson, une reprise du titre Elysium de Scott Brown, était créé en collaboration avec Rebecca Rudd au chant pour la première fois. Elysium (I Go Crazy) a été plus fréquemment joué à la télévision que Feel It with Me, et se popularise très rapidement. Les téléspectateurs de MTV le classe à la première place du Galaxy Chart,. Son sixième single, Sure Feels Good, est commercialisé en août 2007 et créé en collaboration avec Darren Styles. Il atteint la cinquante-et-unième place du UK Singles Chart. Il s'agit du second single avec Rudd. En septembre 2007, le groupe sort Ultrabeat: the Album qui atteint la huitième place du UK Albums Chart. Le groupe participe à une tournée en soutien à Cascada (qui fait également partie du label AATW). Leur septième single, I Wanna Touch You, est commercialisé le 4 février 2008,.
Un nouveau single, Discolights est commercialisé en juin 2008. Dans une entrevue concernant la sortie du prochain album HTID, Di Scala donne des détails sur son nouvel album. Une sortie officielle était prévue pour le 12 janvier 2009 mais, malgré cela, les musiques ont été partagées illégalement avant sa sortie sur de nombreux sites de partage.

## Membres
- Mike Di Scala – production, chant (depuis 2002)
- Ian Redman – production (depuis 2002)
- Chris Henry – production (depuis 2002)

## Discographie
- 2007 : Ultrabeat: the Album
- 2009 : The Weekend has Landed